# Windsor (Vermont)
Windsor ist eine Town im Windsor County des Bundesstaates Vermont in den Vereinigten Staaten mit 3559 Einwohnern (laut Volkszählung von 2020).

## Geografie

### Geografische Lage
Die Gemeinde erstreckt sich entlang des Westufers des Connecticut River in den östlichen Ausläufern der Green Mountains. Der 954 m (3150 ft) hohe Mount Ascutney liegt zur Hälfte ebenfalls auf dem Gemeindegebiet. Windsor gehört zum sogenannten Upper Valley, einer Region in Vermont und New Hampshire entlang des Connecticut, an deren südlicher Grenze.

### Nachbargemeinden
Alle Entfernungen sind als Luftlinien zwischen den offiziellen Koordinaten der Orte aus der Volkszählung 2010 angegeben.
- Norden: Hartland, 4,1 km
- Nordosten: Plainfield, New Hampshire, 15,6 km
- Osten: Cornish, New Hampshire, 12,2 km
- Südosten: Claremont, New Hampshire, 10,1 km
- Süden: Weathersfield, 6,8 km
- Westen: West Windsor, 9,1 km
- Nordwesten: Woodstock, 14,7 km

### Klima
Die mittlere Durchschnittstemperatur in Windsor liegt zwischen −7,8 °C (18 °Fahrenheit) im Januar und 20,6 °C (69 °Fahrenheit) im Juli. Damit entspricht das Klima des Ortes weitgehend dem langjährigen Mittel Vermonts. Die Schneefälle zwischen Oktober und Mai liegen mit mehr als zwei Metern bei einem Spitzenwert von 45 cm im Januar etwa doppelt so hoch wie die mittlere Schneehöhe in den USA. Die tägliche Sonnenscheindauer liegt am unteren Rand des Wertespektrums der USA.

## Geschichte
Windsor wurde am 6. Juli 1761 durch Gouverneur Benning Wentworth als Teil der New Hampshire Grants ausgerufen. Die erste dauerhafte Besiedlung durch eine Familie aus Farmington, Connecticut ist ab August 1764 dokumentiert. Kurz danach fand die konstituierende Stadtversammlung statt; das genaue Datum ist nicht überliefert.
Am 2. Juli 1777 wurde in Elijah West's Tavern (heute Old Constitution House, ein Museum) die Verfassung der ein halbes Jahr zuvor ausgerufenen Vermont Republic durch 72 Delegierte aus 28 Towns des neuen Staates verabschiedet. Sie war die erste geschriebene Verfassung eines selbständigen Staates auf amerikanischem Boden. Die Verfassung räumte allen erwachsenen Männern Wahlrecht ein und verbot ausdrücklich die Sklaverei.
Bereits 1793 wurde Windsor verwaltungstechnisch in zwei eigenständige Bereiche getrennt, die auch beide eigene Delegierte in den Kongress absandten. Doch erst am 4. November 1814 kam es zur Abspaltung von West Windsor als eigenständiger Town. Schon am 1. März 1816 wurden die beiden Towns wieder unter dem ursprünglichen Namen zusammengefasst. Eine endgültige Trennung der Towns in ihren heutigen Grenzen wurde erst am 26. Oktober 1848 vorgenommen. Dabei wurde der neuen Town mehr als 55 % der Fläche des ursprünglichen Gemeindegebietes von Windsor mitgegeben, aber nur ein Drittel der Bewohner.
Ab 1848 wurde die Bahnstrecke Brattleboro–Windsor durch das Flusstal des Connecticut River gebaut. Sie erreichte 1849 Windsor, das seitdem über einen Personenbahnhof verfügt. Die Bahnlinie wurde allerdings nicht bestimmend für die Weiterentwicklung der Town, wie es bei einigen anderen Stationen entlang der Linie der Fall war.
Bereits ab der Wintersaison 1935/36 wurden Loipen am und um den Mount Ascutney gezogen und der Wintersport erstmals organisiert. Die Entwicklung zu einem Wintersportort begann aber erst 1946 mit der Eröffnung eines ersten Skilifts, dem in kurzer Folge weitere folgten und durch einen Hotelkomplex ergänzt worden. Nach anfänglichen Erfolgen erlebte die Wintersportindustrie Sermons ab jedem Beginn der 1970er Jahre aber deutliche Einbußen, die zu einer Überschuldung der Town und Stillstand der Entwicklung der Tourismuseinrichtungen führte. 1983 ging die Betreibergesellschaft der Anlagen bankrott, die betroffenen Ortschaften Windsor, West Windsor und Weathersfield blieben auf einem Schuldenberg von 2,5 Millionen Dollar sitzen, was ihre kommunalen Tätigkeiten praktisch zum Erliegen brachte. Eine neue Betreibergesellschaft nahm hohe Kredite auf und investierte bis 1990 etwa 65 Millionen Dollar in das Gebiet, doch sie zahlten sich nicht aus. Im April 1990 musste erneut Insolvenz angemeldet werden, die Anlage wurde 1991 erneut geschlossen. Auch ein dritter Versuch ab 1993, das Skizentrum wirtschaftlich zu betreiben, musste aufgegeben werden und führte zur Schließung des Geländes zur Saison 2010/2011.  Seither wurde ein Teil der Skilifte und des Geländes verkauft; die Town West Windsor versucht seit Oktober 2014, auf einem Teilgebiet des alten Areals und mit dem verbliebenen Hauptgebäude und einem Skilift, den Betrieb auf einer kleineren Basis wieder aufzubauen.

### Einwohnerentwicklung
| Volkszählungsergebnisse – Town of Windsor, Vermont | Volkszählungsergebnisse – Town of Windsor, Vermont | Volkszählungsergebnisse – Town of Windsor, Vermont | Volkszählungsergebnisse – Town of Windsor, Vermont | Volkszählungsergebnisse – Town of Windsor, Vermont | Volkszählungsergebnisse – Town of Windsor, Vermont | Volkszählungsergebnisse – Town of Windsor, Vermont | Volkszählungsergebnisse – Town of Windsor, Vermont | Volkszählungsergebnisse – Town of Windsor, Vermont | Volkszählungsergebnisse – Town of Windsor, Vermont | Volkszählungsergebnisse – Town of Windsor, Vermont |
| Jahr                                               | 1700                                               | 1710                                               | 1720                                               | 1730                                               | 1740                                               | 1750                                               | 1760                                               | 1770                                               | 1780                                               | 1790                                               |
| -------------------------------------------------- | -------------------------------------------------- | -------------------------------------------------- | -------------------------------------------------- | -------------------------------------------------- | -------------------------------------------------- | -------------------------------------------------- | -------------------------------------------------- | -------------------------------------------------- | -------------------------------------------------- | -------------------------------------------------- |
| Einwohner                                          |                                                    |                                                    |                                                    |                                                    |                                                    |                                                    |                                                    |                                                    |                                                    | 1542                                               |
| Jahr                                               | 1800                                               | 1810                                               | 1820                                               | 1830                                               | 1840                                               | 1850                                               | 1860                                               | 1870                                               | 1880                                               | 1890                                               |
| Einwohner                                          | 2211                                               | 2757                                               | 2956                                               | 3134                                               | 2744                                               | 1928                                               | 1669                                               | 1699                                               | 2175                                               | 1846                                               |
| Jahr                                               | 1900                                               | 1910                                               | 1920                                               | 1930                                               | 1940                                               | 1950                                               | 1960                                               | 1970                                               | 1980                                               | 1990                                               |
| Einwohner                                          | 2119                                               | 2407                                               | 3687                                               | 4359                                               | 4155                                               | 4402                                               | 4468                                               | 4158                                               | 4084                                               | 3714                                               |
| Jahr                                               | 2000                                               | 2010                                               | 2020                                               | 2030                                               | 2040                                               | 2050                                               | 2060                                               | 2070                                               | 2080                                               | 2090                                               |
| Einwohner                                          | 3756                                               | 3553                                               | 3559                                               |                                                    |                                                    |                                                    |                                                    |                                                    |                                                    |                                                    |

## Kultur und Sehenswürdigkeiten

### Bauwerke

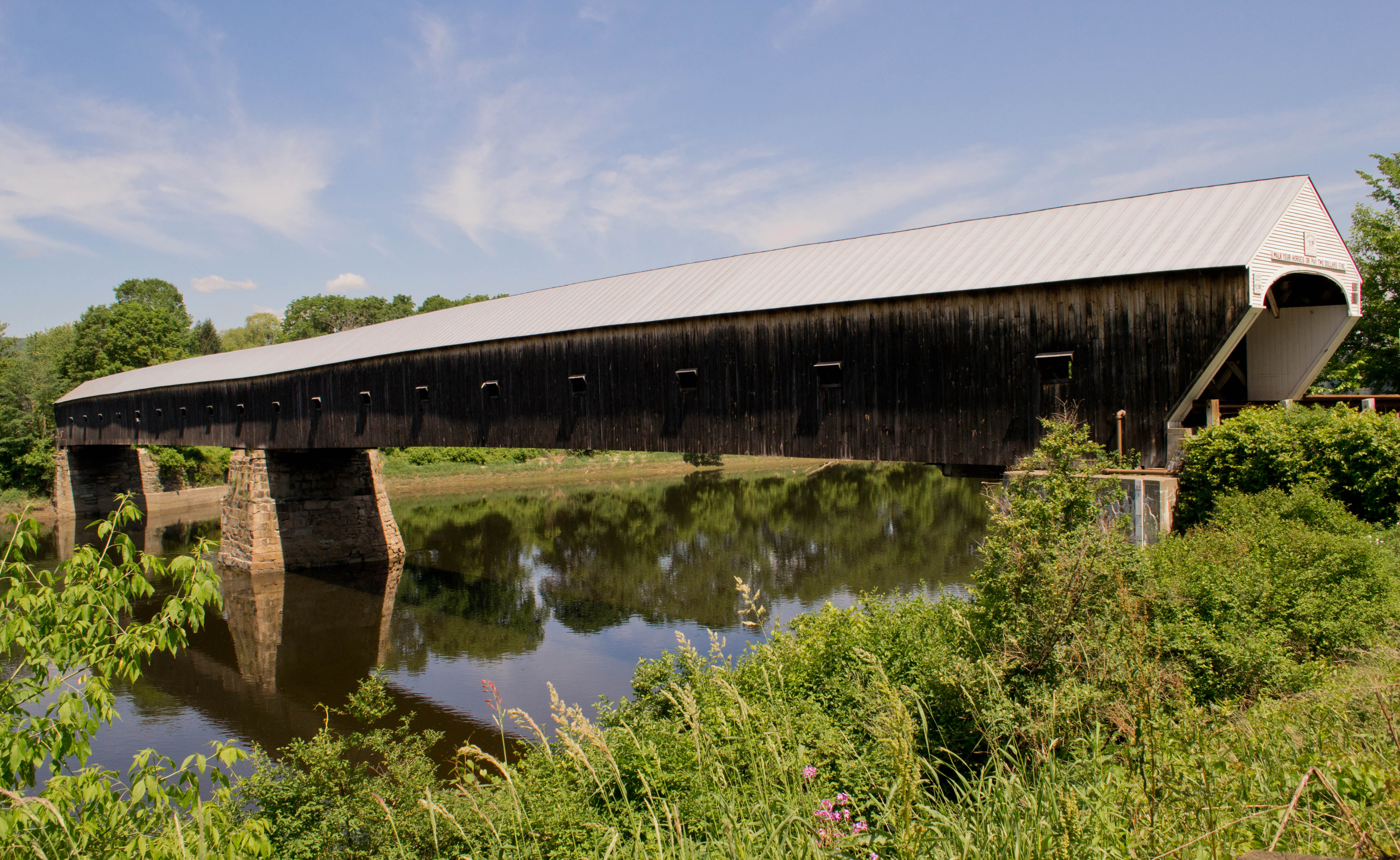
Die Cornish-Windsor Bridge

Im Ortszentrum stehen eine Reihe von Gebäuden, die in der Liste des National Register of Historic Places aufgenommen sind. Dazu zählen zum Beispiel die Old South Congregational Church und das Old Constitution House.
Die gedeckte Brücke Cornish-Windsor Bridge, die in ihrer heutigen Form 1866 als vierte Brücke an dieser Stelle errichtet worden war, überspannt den Connecticut River mit zwei Brückenteilen über eine Gesamtweite von 124 m (407 ft). Nur ihr westlicher Brückenkopf gehört zu Vermont, da die Grenze zum Nachbarstaat New Hampshire, die von der Brücke überquert wird, am westlichen Flussufer liegt.

### Parks
Der Mount Ascutney State Park, ein mehr als 600 ha (1500 acres) großes Landschaftsschutzgebiet auf dem Mount Ascutney, wurde 1935 gegründet und dient als Naherholungsgebiet.

## Wirtschaft und Infrastruktur
Bis in das späte 19. Jahrhundert prägte die Schafzucht das Gebiet; Merinoschafe aus Windsor wurden bis nach Südafrika und Australien exportiert. Danach gewann die Milchviehwirtschaft für den Landstrich an Bedeutung, die seit den 1960er Jahren als Wirtschaftsfaktor hinter den Skitourismus zurücktrat. Seit der Schließung des Skigebietes am Mount Ascutney wird durch die Stadtverwaltung aktiv versucht, mittelständische Unternehmen in den Ort zu ziehen und die derzeit hauptsächlich landwirtschaftlich orientierte Industrie, die sich in erster Linie auf eine Molkerei, eine Fleischräucherei und eine Schnapsbrennerei beschränken, zu diversifizieren und der Abwanderungstendenz der Einwohner entgegenzuwirken.

### Verkehr
Im Tal des Connecticut River verlaufen sowohl die Interstate 91 als auch die Vermont State Route 5, so dass ein guter Anschluss an das Fernstraßennetz der USA besteht. Im Ort besteht außerdem eine Bahnstation mit täglichem Amtrak-Personenzuganschluss. Ein Hubschrauberlandeplatz, der Windsor Armory Heliport am Südrand der Siedlung, ergänzt das Verkehrsangebot.

### Medien
Ein lokaler Fernsehsender, WVTA, und ein UKW-Sender, WVPR (auf 89. MHz), sind in Windsor angesiedelt. Eine eigene Tageszeitung oder ein Wochenblatt ist dagegen nicht vorhanden.

### Öffentliche Einrichtungen
Neben den üblichen städtischen Verwaltungen, der öffentlichen Bibliothek (die Windsor Public mit rund 22.000 Bänden) und der unten genannten Schulen wird in Windsor seit 1933 ein allgemeines Krankenhaus, das Mount Ascutney Hospital & Health Center betrieben.

### Bildung
Auf der „Juniper Hill Farm“ begann am 1. Oktober 1939 der Schulbetrieb der von dem deutschen Emigrantenehepaar Max und Gertrud Bondy gegründeten Windsor Mountain School.
Windsor gehört mit Hartland, West Windsor und Weathersfield zur Windsor Southeast Supervisory Union.
In Windsor sind heute eine öffentliche Grundschule, die sechszügige Windsor State Street School mit rund 250 Schülern, und die Windsor High School, die von der 7. zur 12. Klasse führt und knapp 400 Schüler aufnimmt, angesiedelt. Private Schulen sind nicht verzeichnet. Die nächstgelegenen Colleges finden sich in Hanover und Keene, beide im Nachbarstaat New Hampshire, sowie in Castleton.

## Persönlichkeiten

### Söhne und Töchter der Stadt
- James Dean (1776–1849), Astronom und Mathematiker
- John Spaulding (1790–1870), Geschäftsmann, Politiker und State Treasurer von Vermont
- Carlos Coolidge (1792–1866), Politiker und Gouverneur Vermonts
- Edward Curtis (1801–1856), Jurist und Vertreter des Bundesstaates New York im US-Repräsentantenhaus
- Valentine B. Horton (1802–1888), Politiker und Vertreter des Bundesstaates Ohio im US-Repräsentantenhaus
- James L. Howard (1818–1906), Vizegouverneur des Bundesstaates Connecticut
- Henry Dana Washburn (1832–1871), Politiker und Entdeckungsreisender
- William Henry Harrison Stowell (1840–1922), Vertreter des Bundesstaates Virginia im US-Repräsentantenhaus
- Andrew Ellicott Douglass (1867–1962), Astronom und Begründer der Dendrochronologie
- Walter K. Farnsworth (1870–1929), Jurist und Vizegouverneur von Vermont
- Johnny Williams (1929–2018), Jazz-Pianist
- Matt Salinger (* 1960), Schauspieler, Filmproduzent und literarischer Nachlassverwalter seines Vaters J. D. Salinger

### Persönlichkeiten, die vor Ort gewirkt haben
- Elijah Paine (1757), Politiker und Vertreter Vermonts im US-Senat. Praktizierte in Windsor als Anwalt
- Josiah Dunham (1769–1844), Politiker und Publizist der von 1813 bis 1815 Vermont Secretary of State war